# Берёзовец (приток Олымчика)
Берёзовец — река в Тербунском районе Липецкой области и Семилукском районе Воронежской области, правый приток реки Олымчик. Длина реки составляет 23 км, площадь водосборного бассейна — 211 км².
Название происходит от произрастающих на берегах берёз.
Берёт своё начало близ границы Тербунского района и Семилукского района, в 2 км южнее Михайловки.
Устье в селе Берёзовка.

## Водный режим
Питание в основном снеговое с малой долей родникового и дождевого питания. Половодье в марте-апреле, с окончания весеннего половодья и до начала нового весеннего подъёма уровень и расход воды постепенно падают. Замерзает в ноябре, ледостав держится около 140 дней. Вскрывается в марте — апреле.

## Использование
Имеет сельскохозяйственное значение.

## Населённые пункты от истока к устью
- Олымчик (Липецкая область)
- Берёзовка (Тербунский район)